# Bad Urach

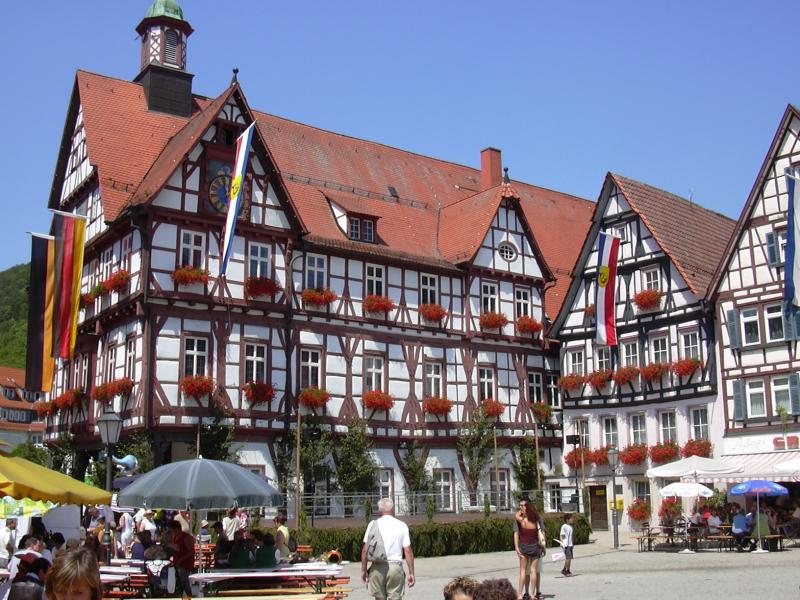
Place du marché et mairie

Bad Urach est une ville de Bade-Wurtemberg (Allemagne) située dans l'arrondissement de Reutlingen.

## Géographie
Bad Urach est une ville au cœur du Jura souabe et au bord d'un ruisseau, l'Erms. Elle se situe au pied de l'Albtrauf et son sol est riche en sources (notamment thermales) et grottes. Bad Urach est une ville reconnue pour ses cures (air de montagne, et sources) et pour sa chute d'eau.

## Communes voisines
Les villes et communes suivantes sont limitrophes de Bad Urach (depuis le nord, direction des aiguilles d’une montre).
Hülben, Grabenstetten, Römerstein, le district de domaine de Münsingen, Münsingen, St. Johann et Dettingen an der Erms.

## Quartiers
Bad Urach est divisée en quatre quartiers Hengen, Seeburg, Sirchingen et Wittlingen.

## Histoire

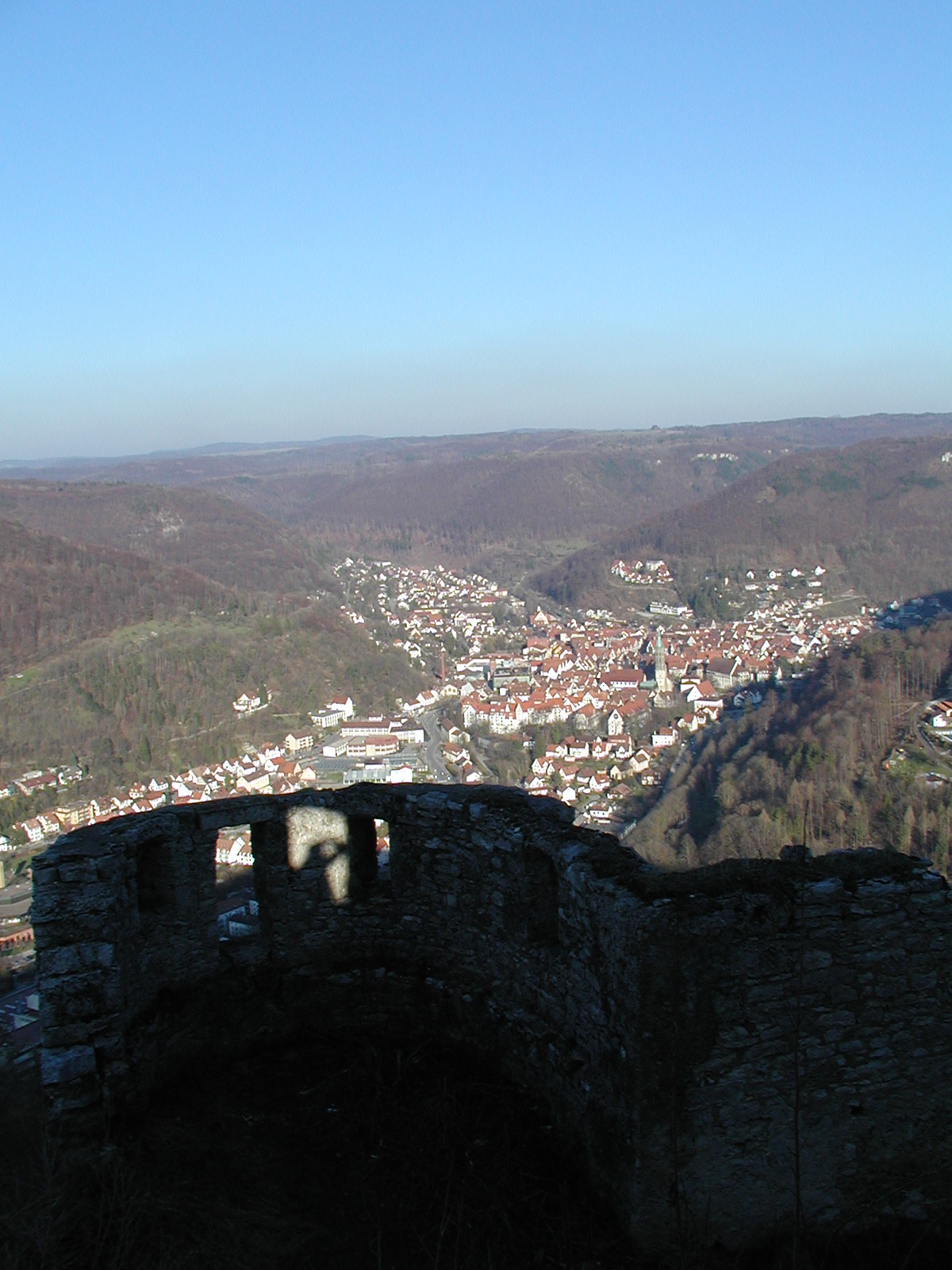
Vue sur Bad Urach depuis les ruines

| Appartenances historiques Comté de Wurtemberg 1265-1442 Comté de Wurtemberg-Urach 1442-1482 Comté de Wurtemberg 1482-1495 Duché de Wurtemberg 1495-1803 Électorat de Wurtemberg 1803–1806 Royaume de Wurtemberg 1806–1918 République de Weimar 1918–1933 Reich allemand 1933–1945 Allemagne occupée 1945–1949 Allemagne 1949–présent |

## Politique

### Conseil communal
À la suite des élections du conseil municipal du 13 juin 2004, la répartition des sièges est la suivante :
- non inscrits – 8 sièges
- CDU – 7 sièges
- SPD – 6 sièges
- FDP – 3 sièges
- Grüne – 1 siège

### Maire
Le maire actuel restera en fonction jusqu’en 2012 (mandat de 8 ans)
- 1996-2004 : Markus Hase
- 2004-2009 : Markus Ewald
- depuis 2009 : Elmar Rebmann

### Jumelage
- Enying en Hongrie
- Reims en France

## Culture et curiosités

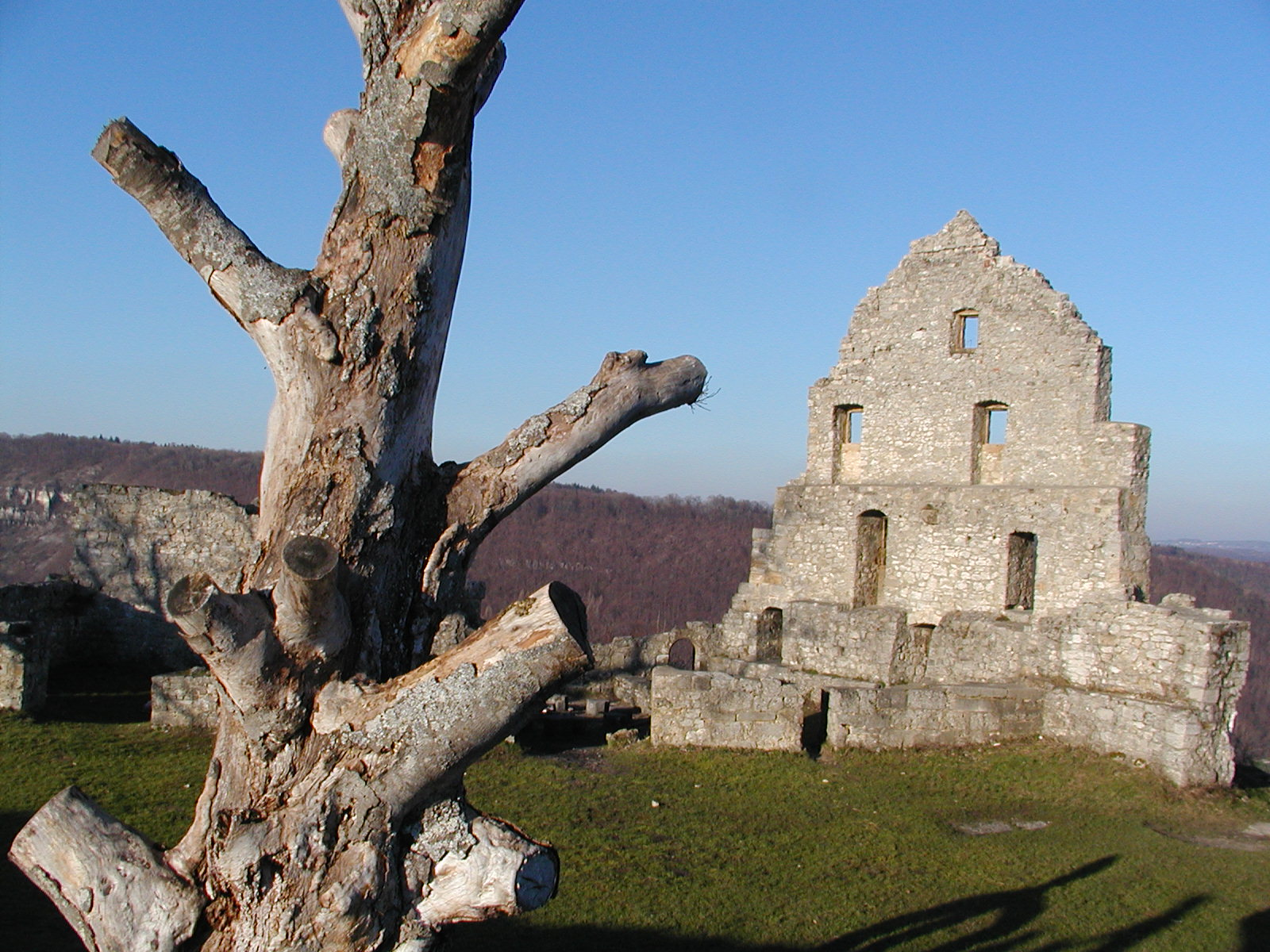
Aux ruines du château

### Musées
- Stadtmuseum Klostermühle
- Residenzschloss-Museum
- Grammophon-Museum

### Bâtiments

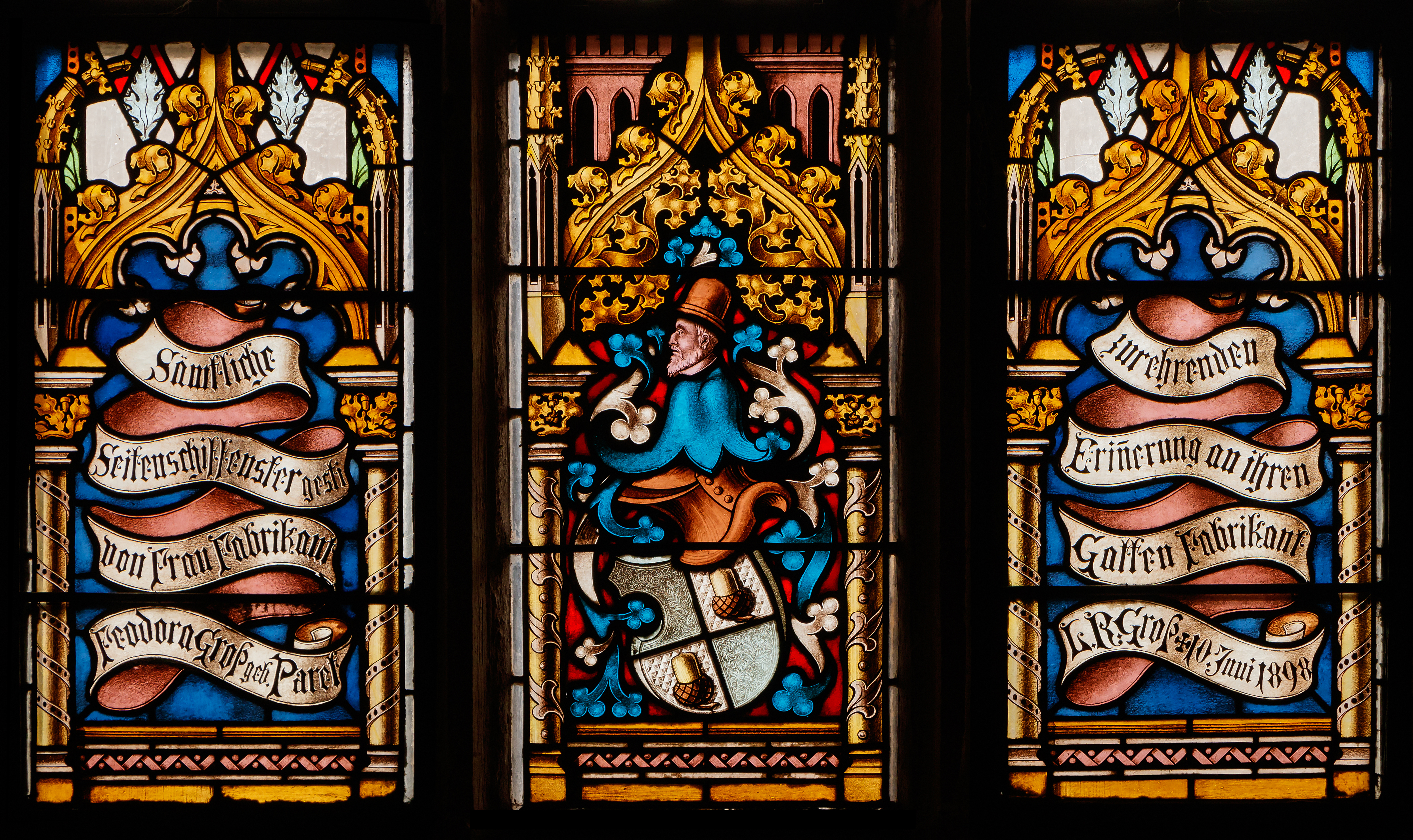
Vitrail en l'honneur de donateurs à l'église saint Amandus à Bad Urach. Il a été réalisé par Gustav van Treeck. Mars 2023.

Bad Urach possède une place de marché et une mairie remontant à la fin du Moyen Âge et des ateliers datant du XVe et XVIe siècles.

### Patrimoine naturel

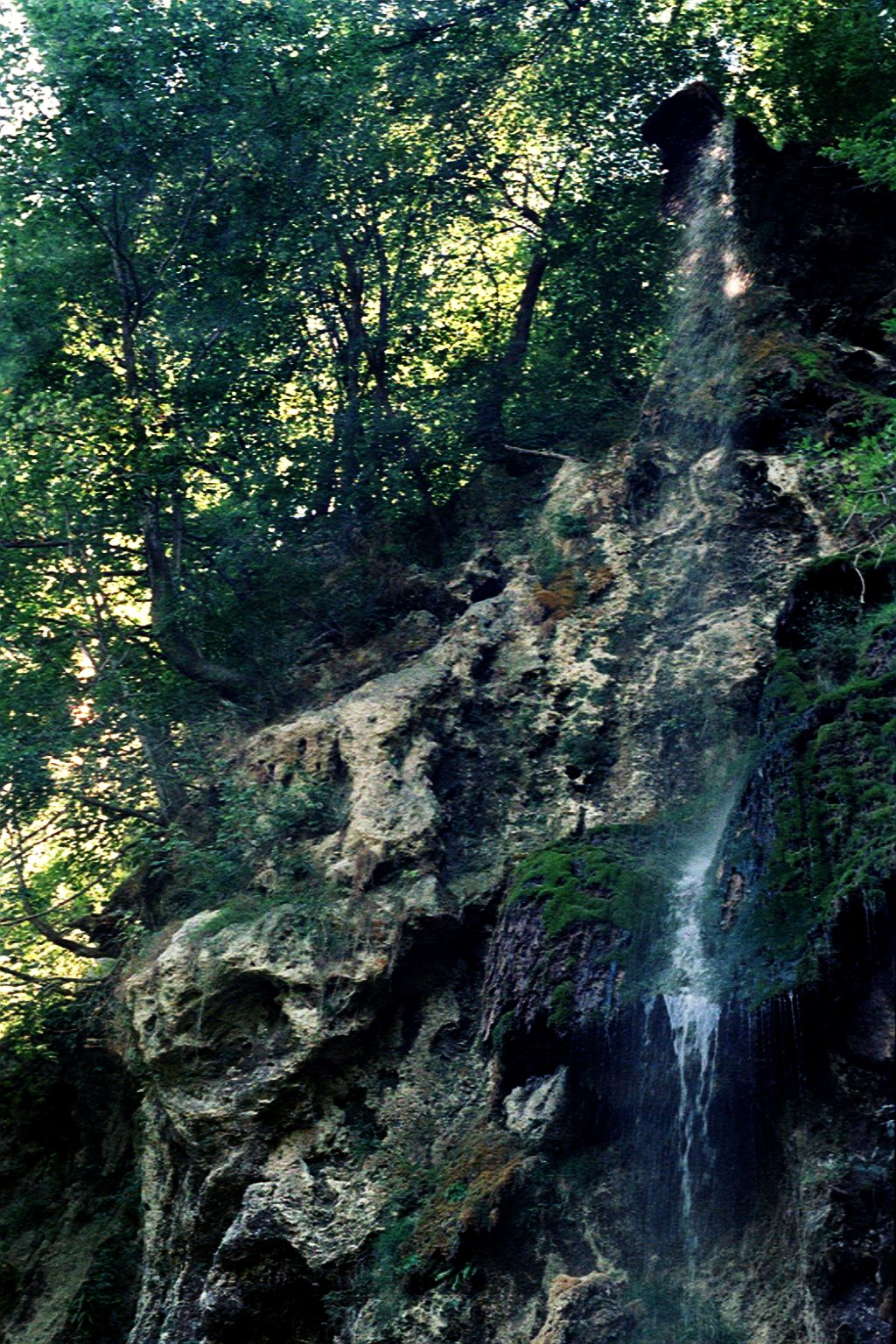
Chute d'eau en été 2003

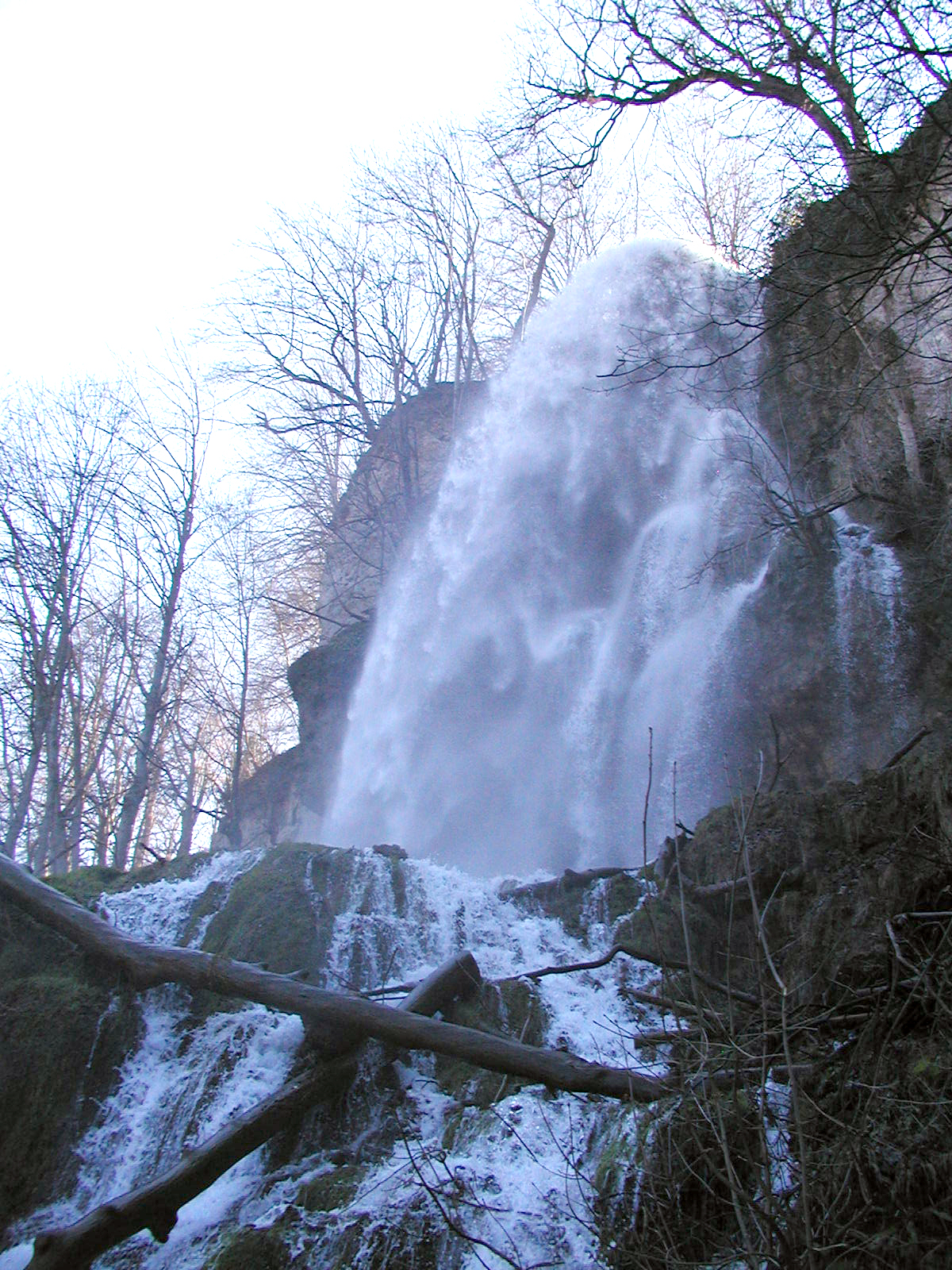
Un tel débit que l'on n'entend pas sa propre voix

Les lieux les plus touristiques sont les grottes de castine et les chutes d'eau de Bad Urach (100m de haut).

### Fêtes
- Herbstliche Musiktage (journées musicales d'automne)
- Internationales Frauenhandballturnier des TSV Bad Urach (tournoi international de handball féminin)
- Uracher Schäferlauf (course de bergers), tous les deux ans : années impaires.
- „Rock Days“

### Spécialités culinaires
On dit que le bretzel fut inventé à Bad Urach (cela reste très incertain).

## Personnalités

### Nés à Bad Urach
- Gottfried von Neifen (début XIIIe siècle - 1255), troubadour
- Herzog Eberhard I. (1445–1496), 1er duc de Wurtemberg
- Herzog Christoph (1515–1568), 4e duc de Wurtemberg
- Daniel Hauff (1629–1665), avocat durant la chasse aux sorcières
- Georg Joos (1894–1959), physicien
- Reinhard Breymayer (* 1944), philologue
- Cem Özdemir (* 1965), homme politique vert
- Ulrike C. Tscharre (* 1972), actrice
- Max Friz (1883-1966), fondateur de BMW

### Ayant vécu à Bad Urach
- Hermann Prey (1929-1998) chanteur baryton classique, spécialiste de Schubert